# Aardappelbeweging
De aardappelbeweging (Grieks kínima tis patátas, κίνημα της πατάτας) is een initiatief dat in 2012 ontstond gedurende de economische crisis in Griekenland. Ze grijpt terug op de gewoonte waarbij er direct contact was tussen gebruiker en producent.
De consument koopt bepaalde voedingsmiddelen, zoals aardappels, rechtstreeks bij de producent.  De tussenhandel wordt zo uitgeschakeld waardoor de waren voor de consument ruim de helft goedkoper zijn dan via de gangbare kanalen en de boer krijgt een hogere prijs. Het Griekse initiatief heeft de steun van gemeentebesturen die in een aantal gevallen actief zijn als onderhandelaar en accommodatieverschaffer. Ook internet kan worden gebruikt om vraag en aanbod bij elkaar te brengen. Er zijn plannen om deze werkwijze uit te breiden naar andere Europese landen.

## Ontstaan
Het initiatief tot deze grassroots-beweging ontstond als gevolg van de Europese staatsschuldencrisis die Griekenland bijzonder zwaar trof. Zo liep de winkelprijs van aardappelen, mede door de hoge winstmarges van de tussenhandel, op tot 0,80 euro per kg. Ingevolge de recessie waren vele verbruikers niet meer in staat of bereid deze prijs te betalen, terwijl aardappelboeren nog nauwelijks 0,11 tot 0,12 euro per kg kregen, en Griekenland aardappelen bleef invoeren uit Egypte
Als gevolg stortte de vraag in. Boeren uit Drama in Macedonië deelden dan op 4 februari 2012 in Thessaloniki gratis meer dan 10 ton aardappelen uit onder het publiek.
Uit deze en gelijkaardige acties ontstond het idee om door rechtstreekse handel een prijsniveau te verkrijgen dat zowel voor de teler kostendekkend als voor de verbruiker haalbaar was. Aardappelen werden op vooraf aangekondigde plaats en tijd rechtstreeks van de vrachtwagen verkocht in zakken van 10 tot 15 kilo, tegen 0,25 tot 0,30 euro per kilo, terwijl de winkelprijs ongeveer twee keer zo hoog lag. Consumentengroepen legden via internet en telefoon contacten met producenten en grootverdelers.

## Verder verloop
Deze rechtstreekse verkoop kwam op gang in provinciesteden zoals Katerini, waar in vier dagen tijd 24 ton aardappelen verhandeld werd, en bereikte kort nadien grotere steden, onder meer Athene. Producenten uit de streek van Nevrokopi verkochten op deze manier in maart 2012 op enkele weken tijd 15.000 tot 17.000 ton aardappelen.
De beweging bestond uit verbruikersgroepen, verenigingen en gemeenten in verschillende streken zoals in Volos en Pallini (Attica). De populariteit van de beweging groeide snel, en breidde zich uit tot andere landbouwproducten zoals olijfolie, meel, rijst, bonen, fruit en groenten.

Voor het paasseizoen 2012 was zelfs de rechtstreekse verkoop voorzien van lammeren, die in Evros tegen 7 tot 8 euro per kilo verkocht werden, terwijl bij de slager 12 tot 13 euro betaald werd. 

## Politieke betekenis
De aardappelbeweging kwam als een complete verrassing voor de regering, met name het Ministerie van Economische Zaken, maar ook voor de politieke partijen. Het linkse SYRIZA en Democratisch Links verwelkomden de burgerbeweging, maar de communistische partij betreurde het initiatief, en riep de burgers op er niet aan deel te nemen. Volgens de partij is de aardappelbeweging een vorm van volksmisleiding.

Het  Ministerie van Economische Zaken zegde echter toe het initiatief te steunen met een Internetportaal.